# خافي باليستيروس
خافي باليستيروس (بالإسبانية: Javier Ballesteros)‏ (21 أغسطس 1984 في إسبانيا - ) هو لاعب كرة قدم إسباني في مركز الهجوم. لعب مع أتلتيكو مدريد ب وكولتورال ليونيسا ونادي إيبار ونادي سمورة ونادي غيخيليو ونادي لوغو ونادي ليغانيس ونادي ليدا وCD Villaralbo ‏ وCD Puertollano ‏.

## وصلات خارجية
- خافي باليستيروس على موقع Soccerway.com (الإنجليزية)